# Helene-Nickel-Stift

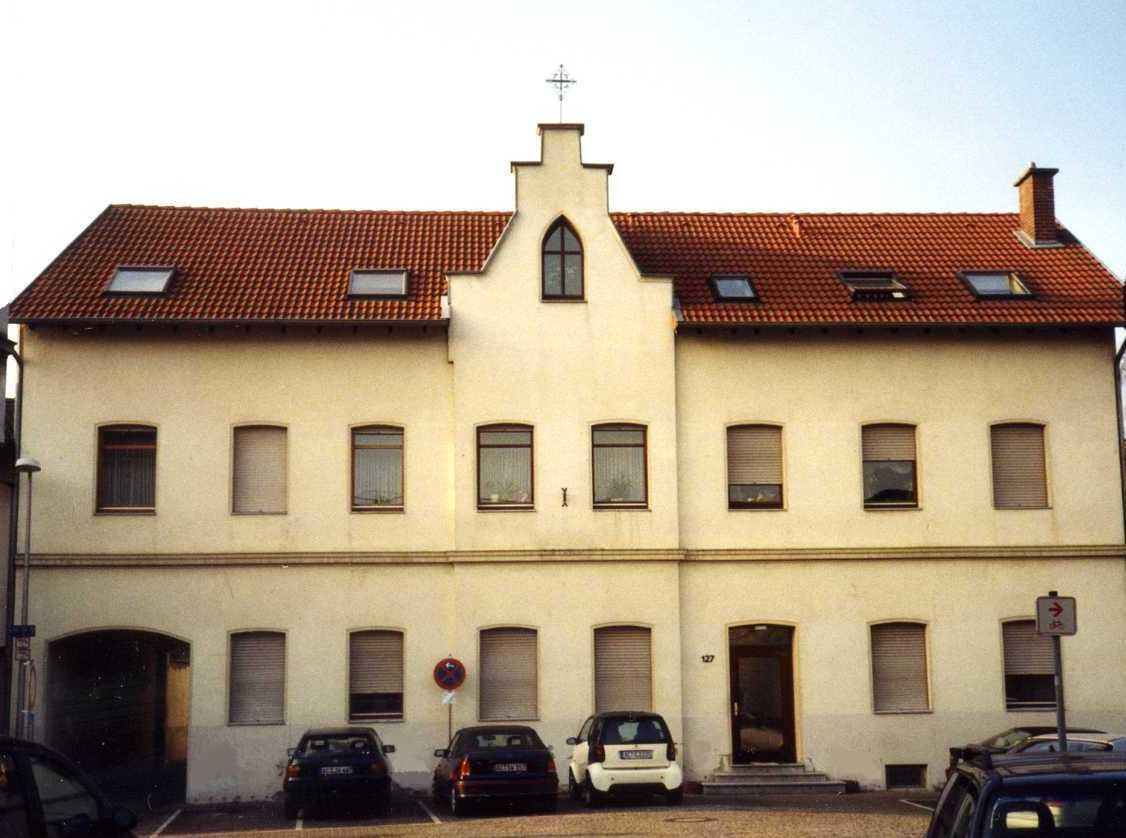
Ehem. Helene-Nickel-Stift (2006)

Das Helene-Nickel-Stift war eine soziale Einrichtung im Eschweiler Stadtteil Röhe im damaligen Landkreis Aachen (heute Städteregion Aachen). Grundlage für die Errichtung des Stifts als karitatives Kloster waren die Vermächtnisse und Schenkungen der wohlhabenden evangelischen Rentnerin Helene Nickel (* 15. Februar 1848 in Eschweiler-Röhe; † 14. Dezember 1894 ebenda). Sie hatte in ihrem Testament vom 6. September 1891 neben zahlreichen anderen Legaten bestimmt, sämtliche von ihr zu hinterlassenden Immobilien ausnahmslos der Katholischen Kirche zu Eschweiler zu einer Stiftung zu vermachen. Am 1. Januar 1886 war die Einsegnung in der Röher Bachstraße mit einer Kinderverwahrschule (später Kindergarten).
Das Kloster der Ordensschwestern der Armen Dienstmägde Jesu Christi, welche bis 1960 in Röhe tätig waren, wurde am 15. September 1900 gegründet. In dem Haus befand sich eine ambulante Krankenpflege, die Verwahrschule und die Nähschule bis September 1967, später ein Caritas-Behindertenwerk. Dann wurde es zu einem Wohngebäude umgebaut, wobei die ursprüngliche Fassade erhalten wurde.